# Wollenberg
Wollenberg ist ein Dorf in Baden-Württemberg, das seit 1. Januar 1972 ein Ortsteil von Bad Rappenau ist.

## Geografie

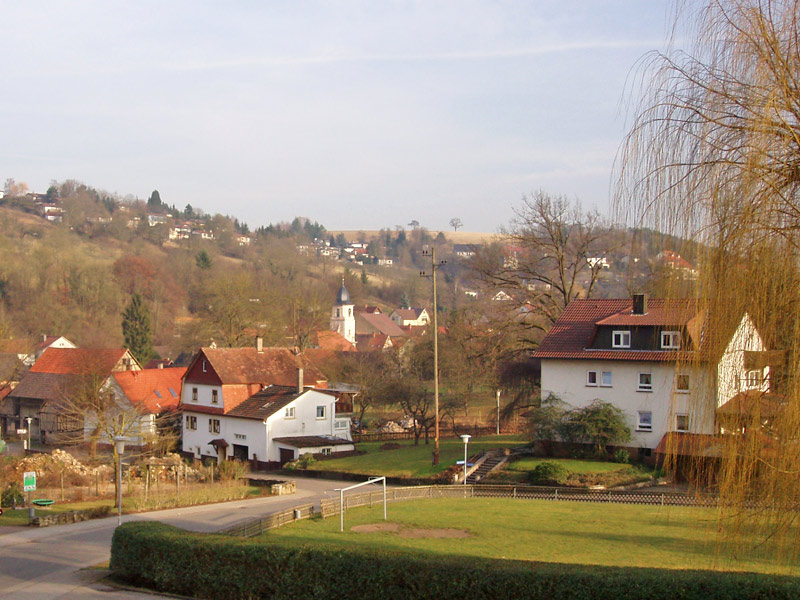
Blick über Wollenberg

Wollenberg liegt im nordöstlichen Kraichgau im Tal des die Muschelkalkböden durchschneidenden Wollenbachs, der am Südrand von Hüffenhardt entspringt und bei Helmstadt in den Schwarzbach, einen Zufluss der Elsenz mündet. Die Gemarkung von Wollenberg umfasst knapp 206 ha, der tiefste Punkt liegt etwa auf 190 m, die höchste Erhebung etwa bei 298 m ü. NN; die Ortsmitte liegt auf einer Höhe von  194 m ü. NN. Da dem Wollenbach stromaufwärts reichlich Bäche aus den umliegenden Hügeln zufließen, ist Wollenberg häufig zur Zeit der Schneeschmelze oder nach starken Regenfällen Hochwassern ausgesetzt. Nach mehreren starken Überschwemmungen in den 1950er Jahren wurden erste Rückhalteanlagen errichtet. Nach einer schweren Überschwemmung 1994 folgte ein weiteres Rückhaltebecken zwischen Hüffenhardt und Wollenberg. Weil jedoch immer noch Überschwemmungen drohen, sind weitere Dammbauten in Planung.

## Geschichte

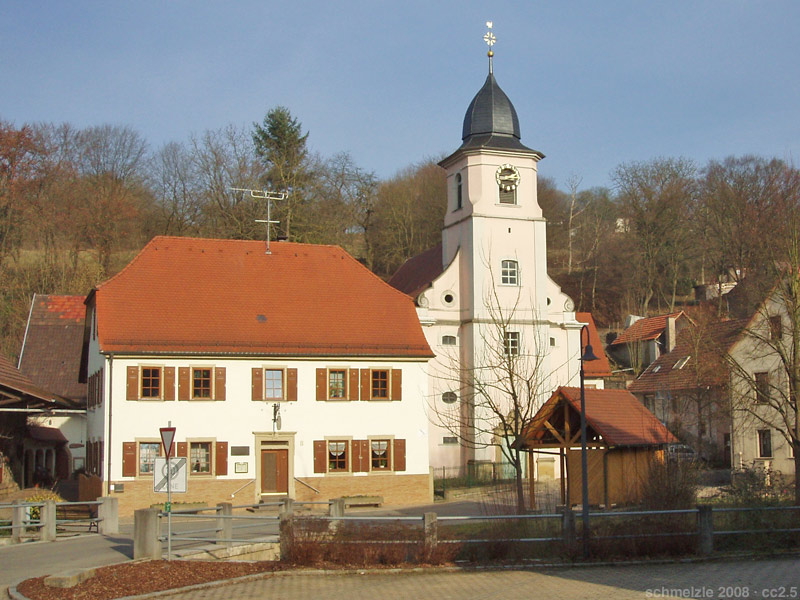
Ortsmitte mit Kirche und Deinhard-Geburtshaus

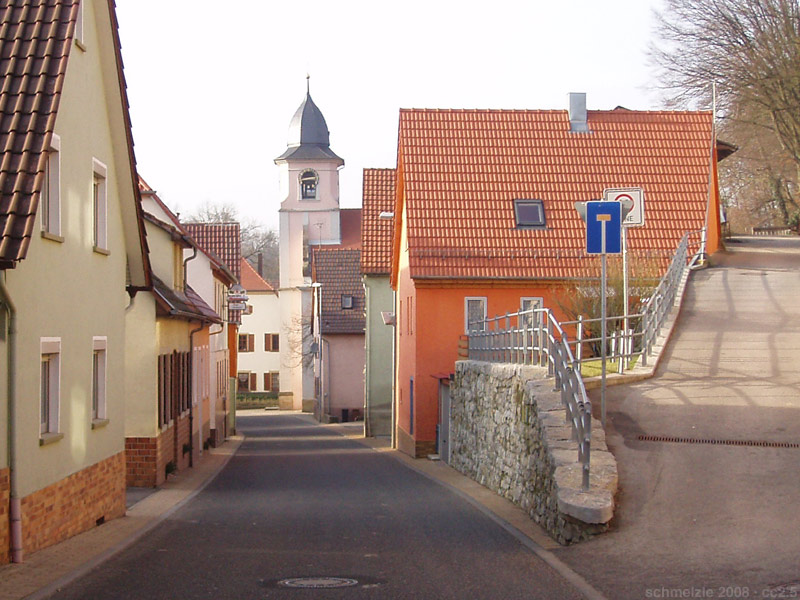
Alte Dorfstraße (Deinhardstraße)

Die Besiedlung des Wollenbachtals, durch das ein alter Verkehrsweg von Heidelberg nach Wimpfen führt, erfolgte talaufwärts, also von dem um 600 gegründeten Bargen aus. Wollenberg wurde vermutlich drei oder vier Generationen nach der Gründung von Bargen, also um das Jahr 700, besiedelt und erstmals im Lorscher Codex im Jahr 792 als Wellenberg erwähnt. In einer Urkunde des Hochstifts Worms ist im Jahr 856 von Wollenberge die Rede. Scherbenfunde aus dem 8./9. Jahrhundert belegen die Existenz einer Siedlung zu dieser Zeit und stellen gleichzeitig die ältesten Funde auf der Gemarkung dar. Die früheste Besiedlung bestand vermutlich nur aus einem Gehöft oder einer Gruppe von wenigen Höfen, und es ist unsicher, ob der Ort von seiner Gründung bis zum hohen Mittelalter durchgängig besiedelt war.
Wollenberg kam mit Bargen bereits früh zum Bistum Worms, das den Ort und seinen Weiler vor 1395 den Herren von Ehrenberg als Lehen gab. 1411 wurde der Ort als das Wilerlin (kleiner Weiler, also eine abgesonderte Gemarkung) des Hauptortes Bargen bezeichnet. 1463 wird eine Kapelle in Wollenberg genannt, die gemäß einer weiteren Urkunde von 1493 dem heiligen Valentinus geweiht und eine Filiale der Kirche in Hüffenhardt war. 1541 wird Philipp von Helmstatt als Grundherr genannt. 1592 ging der Besitz an Friedrich Landschad von Steinach, der 1597 eine neue Kapelle errichten ließ und dessen Witwe den Ort 1629 an Johann Friedrich Wambolt von Umstadt verkaufte. 1652 kauften Abraham Gerner von Lilienstein und sein Bruder Adam, das 17000 Gulden kostende Wollenberg.  Im 17. Jahrhundert hatte der Weinbau in Wollenberg eine große Bedeutung, nach mehreren Kriegsjahren war im Jahr 1700 die Kelter das wichtigste und einzig intakte Gebäude am Ort.
Nach verschiedenen rasch aufeinanderfolgenden Verpfändungen und Besitzerwechseln kam Wollenberg 1716 an die Herren von Gemmingen-Guttenberg, die die nach den langen Kriegs- und Notzeiten des 17. Jahrhunderts in Unordnung geratenen Grenz- und Besitzverhältnisse in dem Saal- und Lagerbuch von 1717 und der Geometrischen Kränz- und Steinbeschreibung von 1740 ordneten und sicherten. In den letzten Jahren des Dreißigjährigen Krieges um 1645 hatte die Einwohnerzahl wohl nur noch rund 30 Personen betragen, und noch 1687 waren einige Höfe wüstgelegen. Von 1702 bis 1806 wuchs die Bevölkerung dann von rund 160 Personen auf 344 Personen an. Die verschiedenen Ortsherren wohnten zumeist nicht vor Ort, gleichwohl gab es jedoch einst ein Herrenhaus, das bereits 1667 in schlechtem Zustand gewesen sein soll und von dem 1809 nur der mit einem neuen Haus überbaute herrschaftliche Keller übriggeblieben war.
Zu Beginn des 19. Jahrhunderts war Wollenberg eine rein landwirtschaftlich geprägte Bauerngemeinde, über 60 Prozent der Familien waren als Landwirte oder Tagelöhner in der Landwirtschaft tätig, und die meisten der wenigen Gewerbe- und Handeltreibenden verfügten auch über eine kleine Landwirtschaft zu ihrer Versorgung. Der einstmals bedeutendere Weinbau war bis zu Beginn des 19. Jahrhunderts bereits weitgehend zum Erliegen gekommen; aufgrund der geringen Gemarkungsfläche von Wollenberg blieb die Viehzucht stets unbedeutend.
1806 fiel Wollenberg an Baden, gehörte zunächst dem Oberamt Waibstadt an und kam 1814 an das Bezirksamt Neckarbischofsheim. Die Herren von Gemmingen-Guttenberg verkauften 1851 ihren insgesamt rund 54 Hektar umfassenden Besitz im Ort an die Gemeinde, die das Gut aufteilte und an 57 Bürger vergab. 1852 wurde mit 469 Einwohnern der bis heute höchste Einwohnerstand erreicht. Durch Auswanderung und Wegzug ging die Einwohnerzahl bis ins Jahr 1939 auf 200 Personen zurück. Bei der Auflösung des Bezirksamts Neckarbischofsheim 1864 kam Wollenberg zum erweiterten Bezirksamt Sinsheim.
Während des Zweiten Weltkrieges waren ab März 1943 in Wollenberg zeitweilig über 80 Flüchtlinge aus ausgebombten Großstädten einquartiert. Nach Kriegsende wurden dem Ort von Februar 1946 bis März 1948 insgesamt 132 Heimatvertriebene überwiegend aus der Tschechoslowakei und aus Ungarn zugewiesen, deren Unterbringung die kleine Gemeinde vor große Probleme stellte. 1948 war mit 384 Einwohnern ein erneuter Höchststand erreicht. Da es in Wollenberg nur wenig Arbeitsplätze gab, ging die Einwohnerzahl durch Abwanderung bis 1960 auf 238 Personen zurück.
Im Zuge der Verwaltungsreform in Baden-Württemberg sprachen sich die Gemeinderäte von Wollenberg und Bargen 1969 für einen Zusammenschluss der Gemeinden aus. Dieser wurde jedoch bei einer Bürgerbefragung im November 1969 von der Einwohnerschaft Wollenbergs mehrheitlich abgelehnt, woraufhin die Selbstständigkeit erhalten werden sollte. Im Juli 1971 votierte der Gemeinderat für die Eingliederung nach Bad Rappenau, was bei einer Bürgerbefragung im Oktober 1971 dann auch eine Mehrheit fand. Daraufhin wurde Wollenberg am 1. Januar 1972 nach Bad Rappenau eingemeindet. Bei der Eingemeindung hatte der Ort 253 Einwohner. Bei der Kreisreform Baden-Württemberg 1973 kam Wollenberg dann zum 1. Januar 1973 auch zum Landkreis Heilbronn, dem der Hauptort Bad Rappenau bereits zuvor angehörte.
Beginnend mit dem Neubaugebiet Hüffenhardter Weg wurden ab 1964 mehrere Neubaugebiete erschlossen, deren Gebäudebestand inzwischen die Gebäudezahl des historischen Ortskerns übersteigt. Der Ort hat weiterhin keine nennenswerte Infrastruktur. Er ist bis heute landwirtschaftlich geprägt und dient darüber hinaus als Wohnort für Pendler der umliegenden Städte und Gemeinden. 1987 hatte Wollenberg 304 Einwohner, 120 von 136 Erwerbstätigen verdienten ihren Lebensunterhalt außerhalb des Wohnortes.

### Jüdische Gemeinde
Eine jüdische Gemeinde in Wollenberg bestand möglicherweise schon im 16. Jahrhundert, ein im Ort lebender Jude wird 1661 erstmals namentlich erwähnt. Speziell unter der Ortsherrschaft der Gemmingen im 18. Jahrhundert wuchs die Gemeinde an und umfasste mit 156 Personen im Jahr 1841 mehr als ein Drittel der Einwohnerzahl von Wollenberg. Eine erste Synagoge bestand bereits früh in dem herrschaftlichen Langen Bau aus dem 17. Jahrhundert, in dem die meisten der Juden auch lebten. Die jüdischen Toten wurden bis 1743 auf dem Jüdischen Friedhof Heinsheim beigesetzt, danach in Waibstadt. 1789 wurde von der Grundherrschaft in der heutigen Deinhardstraße ein neues Judenhaus mit 13 Wohnungen und einer Synagoge erbaut. 1825 wurde außerdem eine separate Synagoge errichtet, nachdem die im Judenhaus zu klein geworden war. 1846 entstand noch ein Frauenbad. Durch Ab- und Auswanderung nahm die jüdische Gemeinde nach 1860 allmählich ab. Das Judenhaus, das die Grundherren bereits 1837 an drei jüdische Bürger verkauft hatten, brannte 1869 nieder. 1900 wurden noch 32 Juden gezählt, 1933 noch 21, von denen zehn wegzogen oder auswanderten, elf  wurden im Oktober 1940 im Rahmen der Wagner-Bürckel-Aktion in das Internierungslager Gurs deportiert, wo sie größtenteils den Tod fanden. Die Synagoge an der Poststraße wurde beim Novemberpogrom 1938 von einem auswärtigen SA-Trupp demoliert, das Grundstück musste kurz darauf an die Kommune verkauft werden. Ihre Überreste wurden 1965 abgerissen und mit einem Wirtschaftsgebäude überbaut. Ein Gedenkstein beim evangelischen Gemeindehaus erinnert an die letzten jüdischen Einwohner, die 1940 nach Gurs deportiert worden waren.

Wappen von Wollenberg

## Wappen
Das Wappen von Wollenberg zeigt weiße „Wolkenberge“ vor einem in den Gemmingenschen Farben Blau und Gelb fünfgeteilten Schild.

## Bauwerke

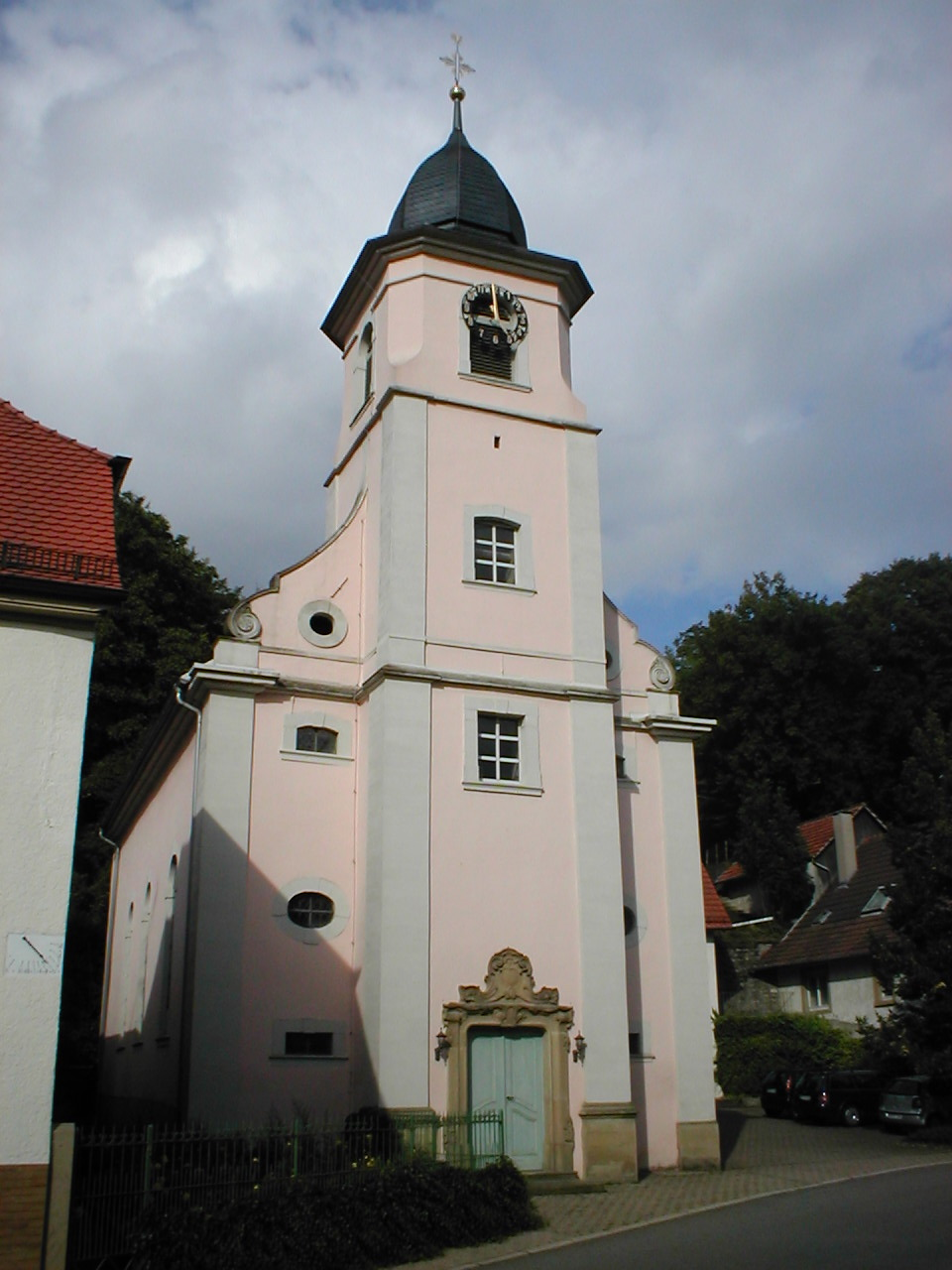
Evangelische Kirche

- Die barocke evangelische Kirche wurde 1767/68 in der Ortsmitte als Ersatz für eine an anderer Stelle befindliche baufällige Kapelle aus dem späten 16. Jahrhundert erbaut. Der Taufstein wurde 1778 gestiftet, die Empore 1833 eingebaut. Das Pfarrhaus bei der Kirche ist ein Neubau von 1990.
- Die Kelter wurde 1810 anstelle eines baufälligen Vorgängerbauwerks errichtet. Ein Inschriftenstein nennt das Baujahr und die Bauherren. Die Kelter gelangte mit dem Güterverkauf derer von Gemmingen-Guttenberg 1851 an die Gemeinde, die sie nach dem Ersten Weltkrieg an fünf Bürger veräußerte.
- Das historische Gasthaus an der Kirche ist das Geburtshaus von Johann Friedrich Deinhard.
- Das 1960 im Gewann Galienberg oberhalb des Altortes errichtete Schulhaus ist heute Verwaltungsstelle und Feuerwehrhaus.
- In Wollenberg befinden sich mehrere historische Brunnen.

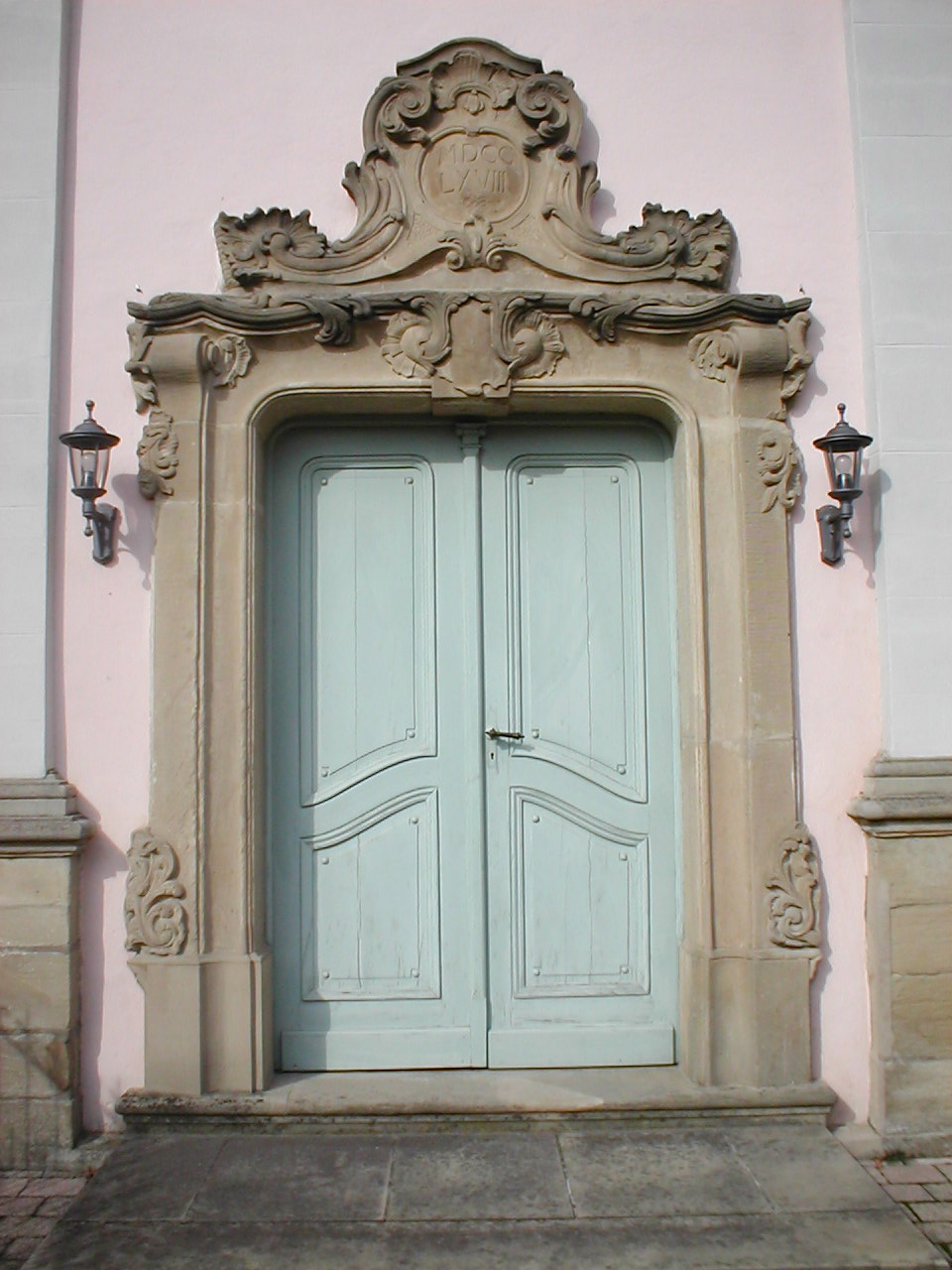
Portal der Kirche
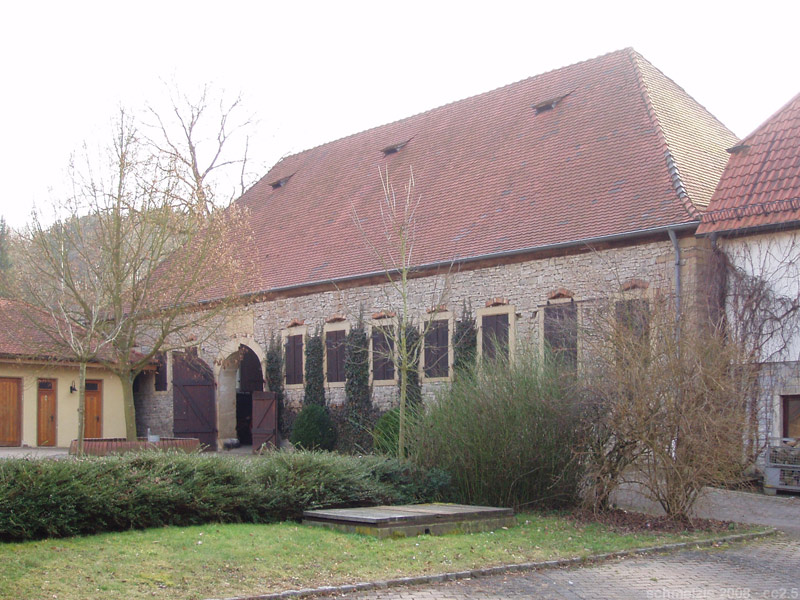
Kelter
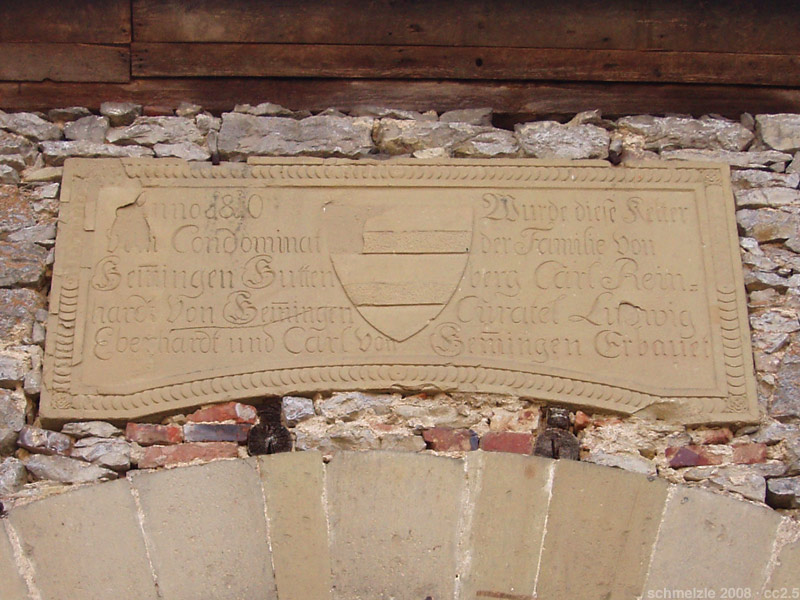
Inschriftenstein
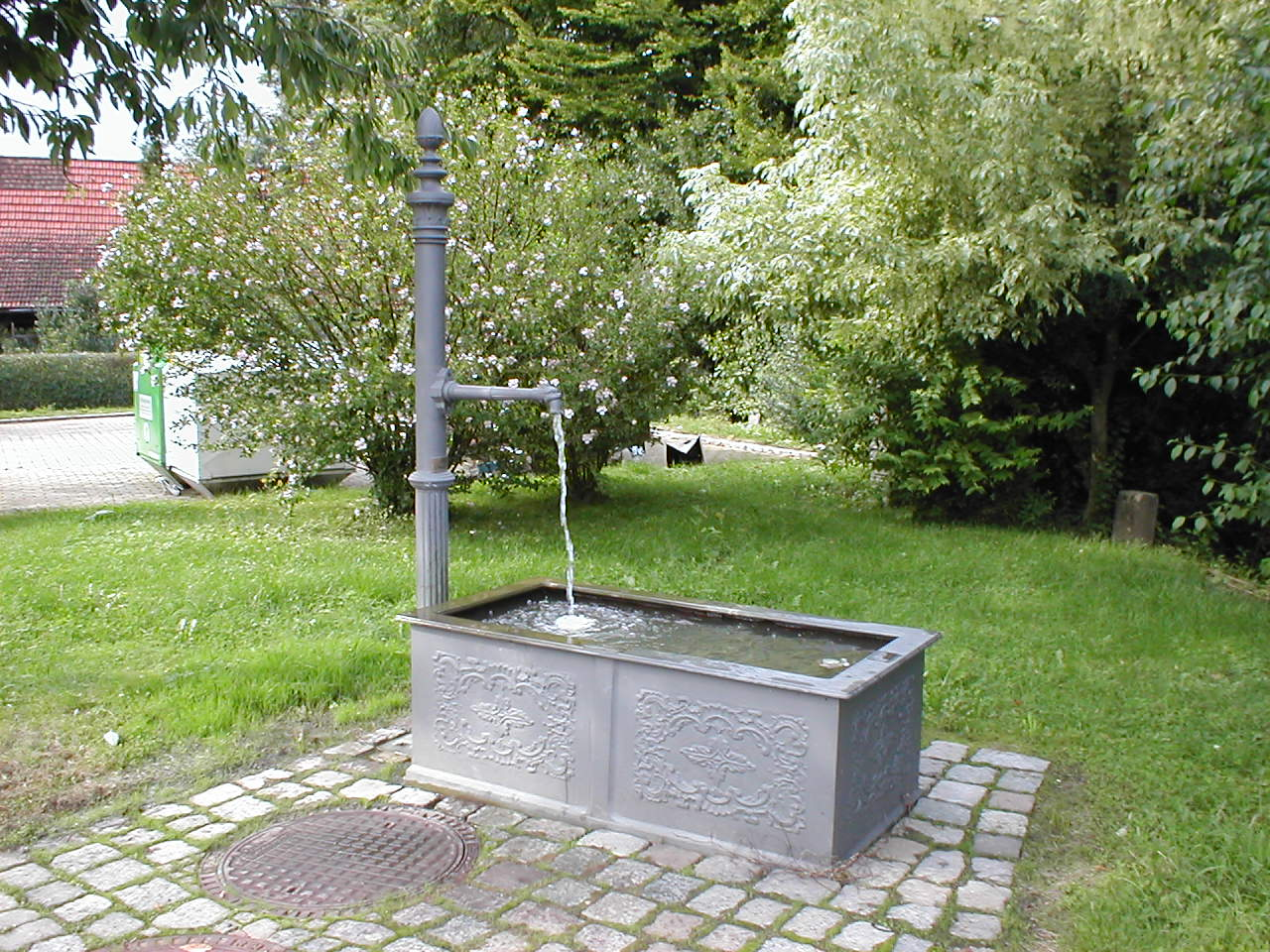
Historischer Brunnen
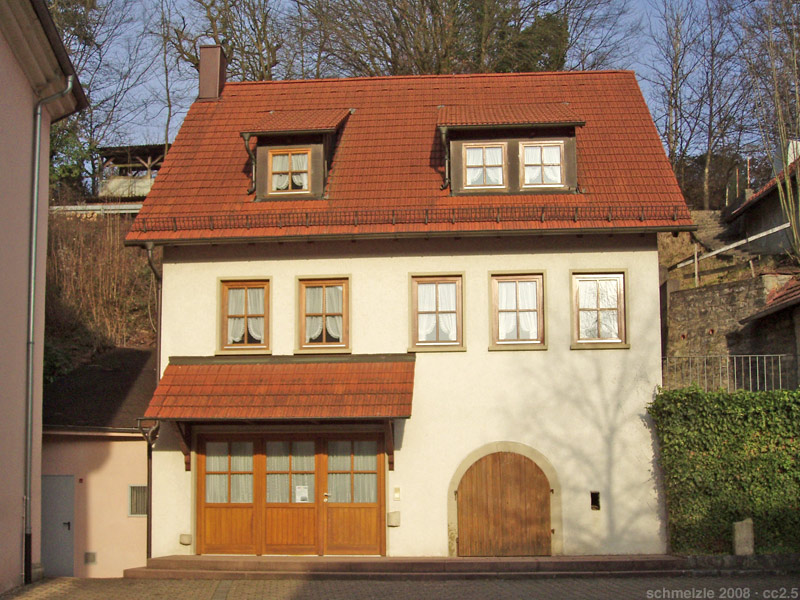
Pfarrhaus
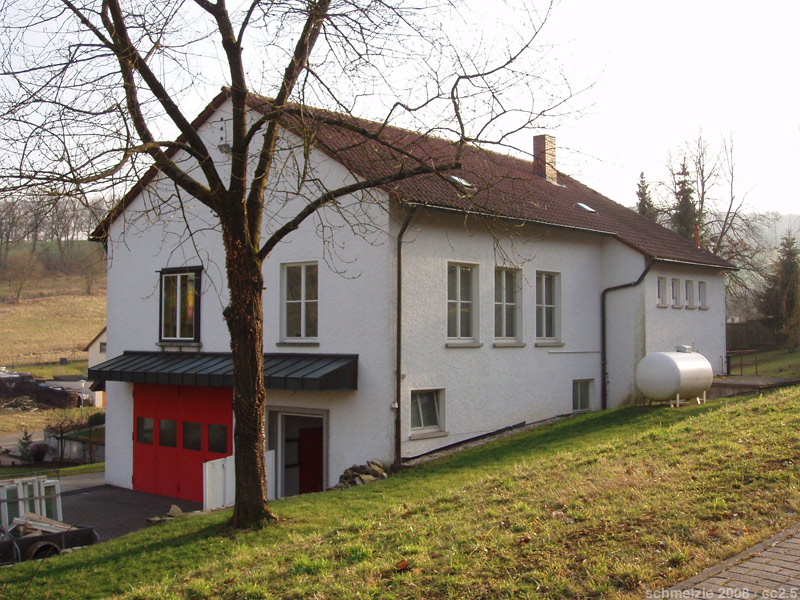
Schulhaus

## Persönlichkeiten
- Johann Friedrich Deinhard (1772–1827), gründete 1794 in Koblenz die bis heute bestehende Sekt- und Weinkellerei Deinhard
- Hans Fassnacht (* 1950), Schwimmer und Olympiateilnehmer